# Hoplolabis margarita
Hoplolabis margarita là một loài ruồi trong họ Limoniidae. Chúng phân bố ở miền Tân bắc.